# Coffin Break
I Coffin Break sono stati una band hardcore punk statunitense di Seattle, Washington.

## Storia
La band si formò a Seattle alla fine degli anni '80, quando il movimento grunge iniziava la sua crescita, dimostrando subito forti influenze punk. Il gruppo pubblicò i suoi primi due album e una raccolta con la C/Z Records. Dopo aver firmato con la Epitaph Records, la band pubblicò altri due album nel 1991 e 1992 prima di sciogliersi nel 1993. I compositori erano il bassista Rob Skinner e il chitarrista Peter Litwin, e le pubblicazioni della band mostrano una forte differenza nello stile compositivo dei due. Kurt Cobain ha citato la band come una delle sue preferite.

## Discografia

### Album di studio
- 1989 - Psychosis (C/Z Records)
- 1989 - Rupture (C/Z)
- 1991 - Crawl (Epitaph Records)
- 1992 - Thirteen (Epitaph)

### Raccolte
- 1991 - No Sleep 'Til the Stardust Motel (raccolta, C/Z)

## Componenti
- Peter Litwin - chitarra, voce
- Rob Skinner - basso, voce d'accompagnamento
- David Brooks - batteria
- Jeffrey Lorien - chitarra (in Thirteen)